# René Léonard

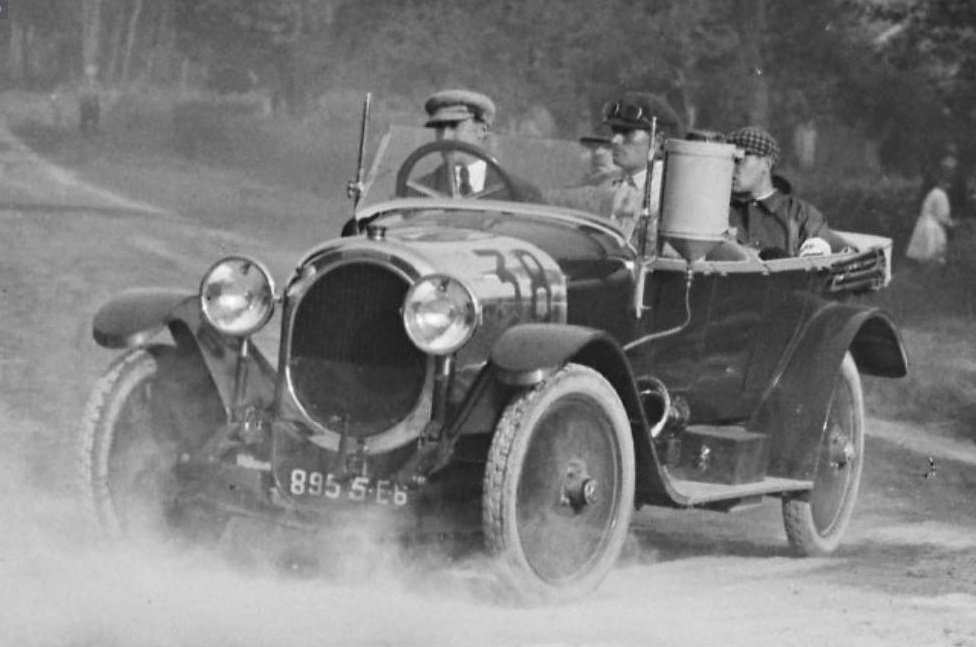
René Léonard sur Chenard et Walcker au Grand Prix de la consommation de l'Automobile-Club de l'Ouest, en mai 1922.

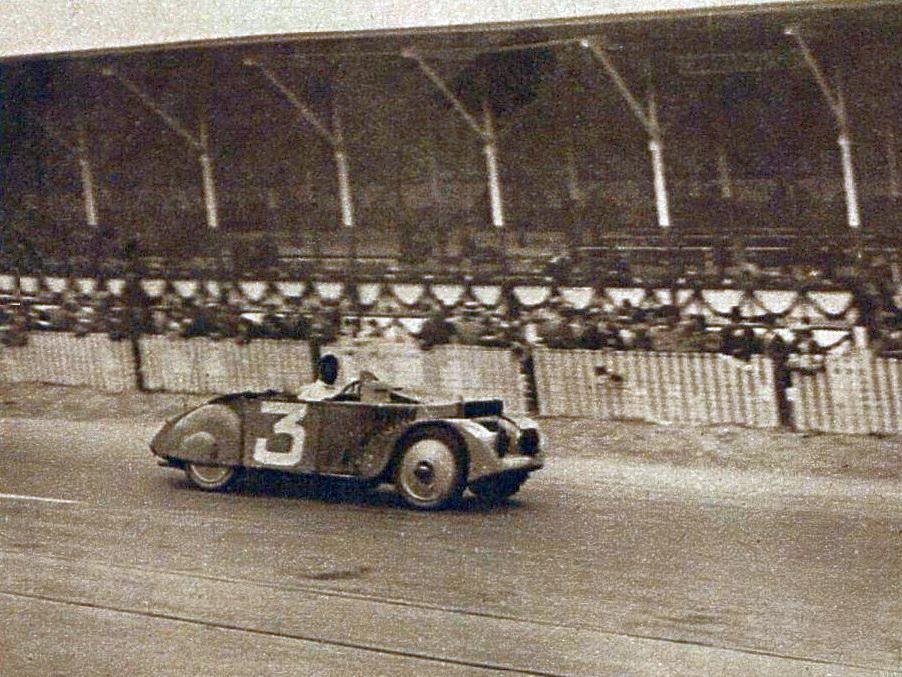
Vainqueurs du Grand Prix Tourisme de Guypuzcoa 1926, René Léonard et Manso de Zúñiga.

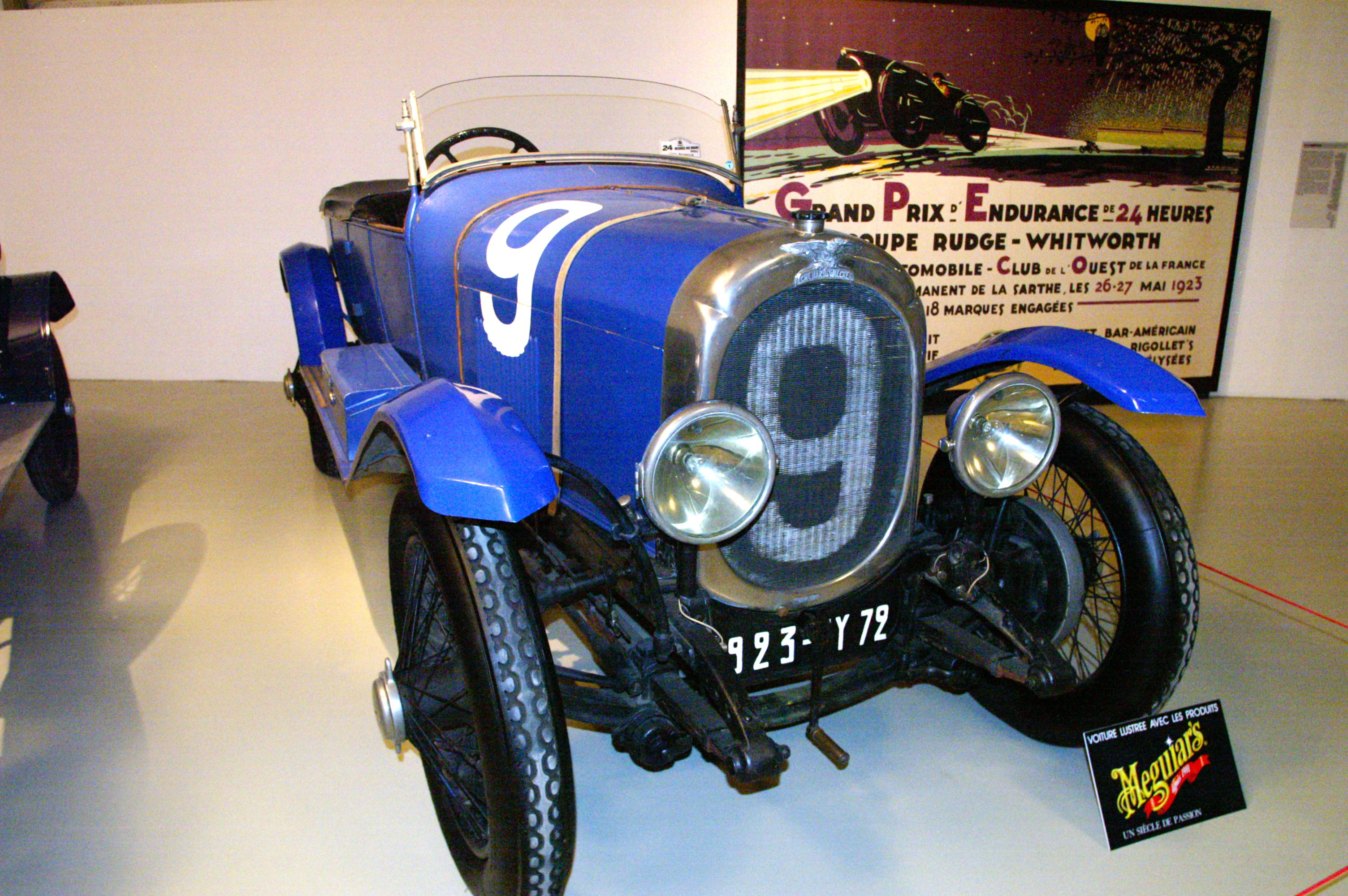
La première voiture victorieuse des 24 Heures du Mans, la Chenard & Walcker Sport no 9 de Lagache Léonard (Musee des 24 Heures).

René Léonard est un pilote de course automobile français (né le 23 juin 1889 à Pau et mort le 15 août 1965 à Saint-Gratien) et patron des essayeurs de l'ancienne firme automobile française Chenard et Walcker.
Il a remporté, en tant qu'équipier (second pilote), les premières 24 Heures du Mans en 1923 avec André Lagache sur Chenard et Walcker, puis la coupe Georges Boillot en 1924 sur le circuit de Boulogne-sur-Mer, ainsi que les 24 Heures de Spa-Francorchamps en 1925 toujours avec Lagache sur Chenard et Walcker (équipage troisième en 1926), et également le Grand Prix de Guipozcoa avec Manso de Zúñiga en 1926 (IVe Grand Prix de Tourisme du Circuit de Lasarte, ou 12 Heures de Saint-Sébastien -deuxième édition longue de cette épreuve touriste créée en 1923).
Il a en outre participé aux 24 Heures du Mans en 1924 et 1925 (devant les deux fois abandonner avec A. Lagache, aussi sur Chenard et Walcker).
En 1926, il termina second de la Coupe G. Boillot à Boulogne derrière Lagache. 
Sa carrière en sport automobile s'est étalée de 1923 à 1926, avec un seul constructeur.